# Wilhelm Cornelius (Schriftsteller)
Gustav Friedrich Wilhelm Ewald Cornelius (* 27. Mai 1809 in Stralsund; über seine Todesumstände ist bisher nichts bekannt) war ein deutscher Buchhändler, Dichter und Redakteur. Er setzte sich für den Erhalt der Presse- und Meinungsfreiheit in Deutschland ein und war Redner des Hambacher Festes von 1832.

## Leben und Wirken
Wilhelm Cornelius wurde am 27. Mai 1809 als Sohn eines Schiffsbauers in Stralsund geboren. Er nahm Anteil am politischen Leben seiner Heimatstadt.
Zwischen 1830 und 1832 war Cornelius Redakteur der Zeitschrift Das Constitutionelle Deutschland in Straßburg. Auf dem Hambacher Fest hielt er eine Rede. Diese wurde nicht wie andere in der beschreibenden Festzeitschrift abgedruckt, da diese so bemerkt der Österreichische Beobachter 1838 zu „bluttriefend“ gewesen sei. Er nahm an der Versammlung am 28. Mai 1832 in der Wohnung des Landstands Schoppmann teil. Die Anwesenden diskutierten über das weitere Vorgehen und wie der Deutsche Preß- und Vaterlandsverein weitergeführt würde. Für diese Beteiligung wurde Cornelius in Stralsund als verdächtiger Revolutionär verhaftet und war sieben Jahre in Untersuchungshaft. Während der Festungshaft in Magdeburg und Graudenz traf Cornelius (Spitzname: „Don Juan“) mit dem Schriftsteller und Oppositionellen Fritz Reuter zusammen, der ihn in Ut mine Festungstid beschreibt. Nach der Haft war er Verlagsbuchhändler in Berlin. Er ist im Schwarzen Buch der Frankfurter Bundeszentralbehörde (Eintrag Nr. 253) festgehalten.
Im Jahre 1848 soll Cornelius nach Amerika ausgewandert sein, jedoch ist über seinen weiteren Verbleib nichts bekannt. Der Apparat zum Briefwechsel von Karl Marx und Friedrich Engels sagt, Cornelius sei in den fünfziger Jahren des 19. Jahrhunderts Emigrant in London und dort Bekannter von Marx gewesen.

## Veröffentlichungen
- Badens Volkskammer von 1831 ein Volksgespräch. Kehl 1832.
- Thomas Moore's Irische Gesänge, übertragen von Wilhelm Cornelius. Cornelius, Berlin/Stralsund 1841.
- Brittenlieder, ausgewählt und übertragen von Wilhelm Cornelius.4 Bände. Cornelius Stralsund/Berlin 1840–1841.
- Allgemeines deutsches Liederbuch. Cornelius, Berlin [1842].
- Schill und seine Schaar. Ein Büchlein, aus dem Volk und für das Volk geschrieben. Cornelius, Berlin/Stralsund 1842 (Digitalisat).
- mit Theodor von Kobbe: Wanderungen an der Nord- und Ostsee. 2. Abtheilung: Ostsee (von W. Cornelius). Wigand, Leipzig 1842 (Volltext).